# できない私が、くり返す。
『できない私が、くり返す。』（できないわたしが、くりかえす。）は、2014年8月29日にあかべぇそふとすりぃより発売されたアダルトゲーム。略称は「漣ちゃんのハッピープリンセスストーリー」。
霜月はるかが歌うオープニング曲「Re:Call」は、萌えゲーアワード2014にて金賞・主題歌賞を受賞した。

## あらすじ
時間を巻き戻すことのできる“時計”を入手して時間跳躍の能力を手に入れた主人公が未来を変える物語。

## 登場人物
大崎 陸（おおさき りく）
本作の主人公。古川 漣から受け継いだ、時を戻す時計で、未来を変えようと苦悩する
泉 詩乃（いずみ しの）
声 - 星野七海
大病を患っている少女。
岩出山 未喜（いわでやま みき）
声 - 藤乃理香
兄も手伝いでカレーショップで働く。
栗原 ゆめ（くりはら ゆめ）
声 - 花澤さくら
瀬峰 藍里（せみね あいり）
声 - 葵ゆり
詩乃の親友
古川 漣（ふるかわ れん）
声 - 手塚りょうこ
時を戻す時計の前の持ち主
岩出山 篤史（いわでやま あつし）
声 - 水野咲
志波姫 香澄（しわひめ かすみ）
声 - 楠鈴音
米山 美羽（よねやま みう）
声 - 葉村夏緒
矢本 由美子（やもと ゆみこ）
声 - 柚原みう

## 主題歌
OPテーマ「Re:Call」
作詞 - 高梨栞、西坂恭平 / 作曲・編曲 - 西坂恭平 / 歌 - 霜月はるか
EDテーマ「VOICE LETT;∃Я」
歌 - Riryka